# FICMA
El SUNCINE Festival Internacional de Cine del Medio Ambiente (conocido por sus siglas FICMA) fue fundado en 1993 y se celebra anualmente en Barcelona y México, siendo un punto de encuentro de la industria cinematográfica, activistas ambientales y ciudadanía. Fundado en 1993 por el director y productor de cine Claudio Lauria, SUNCINE es el festival de cine decano y más antiguo del mundo en su género, promoviendo el cine ambiental, los nuevos talentos y como instrumento para la concienciación y la educación ambiental mediante el lenguaje audiovisual. SUNCINE está dirigido desde 2005 y hasta la actualidad por el guionista y productor Jaume Gil.

## Desarrollo
Es el primer festival del mundo en su género y el de mayor antigüedad. La propuesta surgió en 1993 con el afán de generar un espacio audiovisual de denuncia, enseñanza y debate sobre todos los temas y la problemática ambiental. Entendiendo medio ambiente como todo entorno que tiene relación con el ser humano (natural, social y económico).
En SUNCINE Festival Internacional de Cine del Medio Ambiente (conocido por sus siglas FICMA) solo aparecen producciones recientes, del año anterior. La producción de documentales de denuncia ha aumentado con el correr de los años. Las películas compiten en diversos ámbitos: largometrajes documentales, cortometrajes documentales y cortometrajes de ficción. Cada edición premia la labor de alguna personalidad destacada del mundo del cine o del medio ambiente, concediéndole el Sol de Oro Especial del Festival. Además están los estrenos de la sección Premiere y Especiales que incluye homenajes y retrospectivas.
El Festival se complementa con una sección infantil y familiar con talleres y proyecciones, el Petit Ficma, y la labor pedagógica de una filmoteca digital dirigida a los centros escolares, “Cada aula, un cine”. Esta filmoteca, con documentales de pequeño formato, está disponible gratuitamente para los centros educativos de Cataluña, Comunidad Valenciana y Baleares, con el objetivo de extenderse al resto de España.

## Alianzas y redes
SUNCINE  Festival Internacional de Cine del Medio Ambiente (FICMA) ha sido el fundador de la primera red mundial de festivales ambientales, la EFFN (Environmental Film Festival Network) para desarrollar marcos de colaboración con otros festivales ambientales del mundo en Estados Unidos, Argentina, Perú, España, Portugal, Ghana, Israel, Francia y México.
A lo largo del tiempo han creado alianzas y desarrollado proyectos con Redford Centre, Festival de Cine de Sundance, y con Tree Media (la productora de Leonardo DiCaprio) editando un DVD para distribución gratuita con dos cortometrajes producidos por el actor.
Entre las personalidades que han recibido el Sol de Oro, están Robert Redford, Jane Goodall, Martin Sheen, Daryl Hannah, Daphne Zuniga, Yann Arthus Bertrand, Luis Miguel Domínguez y varias organizaciones y colectivos como Greenpeace, el equipo Cousteau, las Madres de la Plaza de Mayo, etcétera
En sus campañas para sensibilizar sobre la problemática ambiental también han participado Harrison Ford, Julia Roberts, Kevin Spacey y Edward Norton. Han participado en los diferentes festivales a lo largo de su recorrido: Goldie Hawn, Fernando Trueba, Hebe de Bonafini, Jeremy Irons, Charris Ford, Steve Macurry, Jorge Preloran, Paco Feria, Paul Laverty, Ken Loach, Icíar Bollaín, Lola Dueñas, Barbara Williams, María Miró e Ingrid Rubio.
En 2000, FICMA (hoy SUNCINE) recibió el Princes Award  (Premio de la Comunidad Europea otorgado por la Agencia Europea para el Medio Ambiente de la CE y la Fundación Princes Award). Ha sido reconocido como festival de referencia por la Organización de los Estados Americanos (OEA) para que realice actividades por todo el continente americano y es aliado desde hace más de una década con el Programa de Naciones Unidas para el Medio Ambiente | ONU Medio Ambiente de México como herramienta de educación y comunicación
El SUNCINE ha tenido durante estos años diferentes sedes: Cine Municipal de Castelldefels, Cine Maragall de Gavà, El Prat de Llobregat (Teatre Modern), San Feliú de Guixols, y Biblioteca de Cataluña. Desde 2010 celebra su edición de Barcelona  en Cinemes Girona, el Institut Français de Barcelona, la Filmoteca de Catalunya y las principales Universidades de Barcelona.

### SUNCINE México
Reconocido por Naciones Unidas Medio Ambiente de México (ONU Medio Ambiente) desde 2009 y en alianza con la entidad supranacional, se organizan actividades como: Día Mundial del Medio Ambiente, Muestra del Festival en más de cuarenta ciudades del país y el SUNCINE en el mes de noviembre, de forma simultánea con la edición en Barcelona, Cataluña, España.